# Бородич, Леонид Васильевич

Могила Л. Бородича и его сына на Байковом кладбище в Киеве

Бородич Леонид Васильевич (14 июня 1953, Кривой Рог, Днепропетровская область — 16 сентября 2000, Киев) — украинский государственный деятель. Генерал-полковник милиции, первый заместитель министра внутренних дел Украины. Заслуженный юрист Украины, кандидат юридических наук.

## Биография
Родился 14 июня 1953 года в городе Кривой Рог в семье рабочего.
После окончания 8 классов средней школы пошёл учиться в Криворожский металлургический техникум по специальности «прокатное производство», который окончил в 1971 году. В 1971—1976 годах служил в армии, работал на Криворожском металлургическом заводе.
В 1976—1980 годах — водитель, подручный нагревателя металла, нагреватель металла, мастер блюминга № 1 завода «Криворожсталь».
С 1980 года в органах МВД. Прошёл путь от милиционера патрульно-постовой службы до заместителя министра внутренних дел. Начал работу в Долгинцевском РОВД Кривого Рога. Был старшим инспектором уголовного розыска, начальником линейного отдела милиции аэропорта «Кривой Рог».
В 1986 году окончил Харьковский юридический институт.
В 1991—1992 годах — начальник Центрально-Городского РОВД Кривого Рога.
В 1992—1994 годах — первый заместитель начальника Управления внутренних дел Кривого Рога, начальник криминальной милиции.
В 1994—1998 годах — народный депутат Украины, избран по избирательному округу № 91. Председатель комиссии по вопросам законности и правопорядка Верховной рады.
С 1998 года — 1-й заместитель министра внутренних дел Украины, член Координационного комитета по борьбе с коррупцией и организованной преступностью при Президенте Украины.
C 1999 года — генерал-полковник милиции. Избран президентом Федерации самолётного спорта Украины.
Занимался в Центральном аэроклубе имени О. К. Антонова, был пилотом высшего класса на спортивных самолётах.

### Гибель
16 сентября 2000 года трагически погиб в авиакатастрофе, во время показательного полета при выполнении фигур высшего пилотажа на самолете «Як-52», на международной авиакосмической выставке «Авиасвит-XXI» в Киеве. Похоронен на Байковом кладбище рядом со своим сыном Андреем, участок № 52а.

## Награды
- орден святого равноапостольного князя Владимира (УПЦ МП) 3-й степени;
- награда Президента Украины «Именное огнестрельное оружие»;
- орден «За заслуги» (Украина) 3-й степени;
- орден «За трудовые достижения» 4-й степени;
- знак «Крест Славы» МВД Украины;
- Заслуженный юрист Украины;
- Знак «За заслуги перед городом» (Кривой Рог) 3-й степени от 14.06.2000 № 384[3];
- Почётный гражданин Кривого Рога — посмертно, решением Криворожского горсовета XVI сессии XXIII созыва № 473 от 27 сентября 2000 года[3].

## Память
- именем названа улица в Кривом Роге[4][5];
- памятник-бюст Леониду Бородичу в сквере возле Криворожского городского управления ГУ МВД Украины в Днепропетровской области (проспект Карла Маркса, 71)[6].